# 侯赛因·沙希德·苏拉瓦底
侯赛因·沙希德·苏拉瓦底（1892年9月8日—1963年12月5日），孟加拉族，巴基斯坦政治人物。他是该国第五任总理，任期为1956年9月12日至1957年10月17日。
苏拉瓦底生于梅迪尼普尔的一个孟加拉穆斯林家庭，在加尔各答接受教育，曾于牛津大学任大律师，并加入了穆斯林联盟。在任期间，他曾尝试将东孟加拉并入巴基斯坦。苏拉瓦底在1957年10月辞职，后于1960年退出政治界，前往贝鲁特。